# Uwe Hünemeier
Uwe Hünemeier (Rietberg, 9 januari 1986) is een Duits profvoetballer die als centrale verdediger speelt.
Hünemeier begon zijn loopbaan bij Borussia Dortmund waar hij lang in het tweede team speelde en tot een handvol wedstrijden in het eerste team kwam. In 2010 ging hij naar Energie Cottbus waar hij een vaste waarde in het team werd. In 2013 kwam Hünemeier bij SC Paderborn 07 waarmee hij in het seizoen 2014/15 in de Bundesliga speelde. Op 12 augustus 2015 tekende hij een contract tot medio 2018 bij het Engelse Brighton & Hove Albion. Met de club promoveerde hij in 2017 naar de Premier League. Daar kwam hij echter niet meer aan bod en in 2018 keerde hij terug bij Paderborn.